# Breedtongspinnetje
Het breedtongspinnetje (Helophora insignis) is een spinnensoort in de taxonomische indeling van de hangmatspinnen (Linyphiidae).
Het dier komt uit het geslacht Helophora. Helophora insignis werd in 1841 beschreven door John Blackwall.